# Вільшанська селищна рада (Дергачівський район)
Вільша́нська се́лищна ра́да — колишня адміністративно-територіальна одиниця та орган місцевого самоврядування в Дергачівському районі Харківської області. Адміністративний центр — селище міського типу Вільшани.

## Загальні відомості
- Вільшанська селищна рада утворена в 1938 році.
- Територія ради: 49,1 км²
- Населення ради: 7 252 особи (станом на 2001 рік)
- Територією ради протікають річки Лосик, Нецвітай.

## Населені пункти
Селищній раді підпорядковані населені пункти:
- смт Вільшани

## Склад ради
Рада складається з 30 депутатів та голови.
- Голова ради: Литвинов Андрій Олексійович
- Секретар ради: Маслєвич Тетяна Іванівна

### Керівний склад попередніх скликань
| Прізвище, ім'я, по батькові | Основні відомості                                                        | Дата обрання | Дата звільнення |
| --------------------------- | ------------------------------------------------------------------------ | ------------ | --------------- |
| Бурда Леонід Миколайович    | Селищний голова, 1949 року народження, член Народної партії              | 26.03.2006   | 31.10.2010      |
| Литвинов Олексій Іванович   | Селищний голова, 1965 року народження, освіта вища, член Партії регіонів | 31.10.2010   |                 |

Примітка: таблиця складена за даними сайту Верховної Ради України

### Депутати
За результатами місцевих виборів 2010 року депутатами ради стали:

#### За суб'єктами висування
| Суб'єкт висування           | Кількість обраних депутатів | %    |
| --------------------------- | --------------------------- | ---- |
| Партія регіонів             | 24                          | 80   |
| Самовисування               | 4                           | 13,3 |
| Комуністична партія України | 2                           | 6,7  |

#### За округами
| № округу                    | Прізвище, ім'я, по батькові     | Дата визнання обраним | Освіта  | Партійна приналежність                            | Відомості про обраного депутата                                                                               |
| --------------------------- | ------------------------------- | --------------------- | ------- | ------------------------------------------------- | --- |
| Комуністична партія України |                                 |                       |         |                                                   | |
| 17                          | Сергієнко Олександр Іванович    | 02.11.2010            | вища    | член Комуністичної партії України                 | пенсіонер |
| 21                          | Деменко Сергій Михайлович       | 02.11.2010            | середня | член Комуністичної партії України                 | ООО АРТ — ПУЛЬ, охоронець                                                                                     |
| Партія регіонів             |                                 |                       |         |                                                   | |
| 1                           | Кравцов Олександр Олексійович   | 02.11.2010            | середня | позапартійний                                     | Харківський ОКПЛ 3, санітар                                                                                   |
| 2                           | Харченко Олександр Миколайович  | 02.11.2010            | середня | позапартійний                                     | ЧП «Харченко О. М.», приватнийпідприємець                                                                     |
| 3                           | Степко В'ячеслав Олександрович  | 02.11.2010            | вища    | член Партії регіонів                              | Харківський науково-дослідний інститут судових експертиз ім.засл.проф. М. С. Бокаріуса, науковий співробітник |
| 4                           | Маслєвич Тетяна Іванівна        | 02.11.2010            | вища    | член Партії регіонів                              | тимчасово не працює                                                                                           |
| 5                           | Марусич В'ячеслав Олександрович | 02.11.2010            | вища    | член Партії регіонів                              | ТОВ «ПМЗ», механік                                                                                            |
| 6                           | Зуб Роман Миколайович           | 02.11.2010            | вища    | член Партії регіонів                              | тимчасово не працює                                                                                           |
| 7                           | Олійник Микола Іванович         | 02.11.2010            | середня | позапартійний                                     | ПП «Олій-Ник», приватнийпідприємець                                                                           |
| 8                           | Смаль Віктор Іванович           | 02.11.2010            | вища    | член Партії регіонів                              | тимчасово не працює                                                                                           |
| 9                           | Жутова Оксана Миколаївна        | 02.11.2010            | вища    | член Партії регіонів                              | тимчасово не працює                                                                                           |
| 10                          | Поліщук Петро Миколайович       | 02.11.2010            | вища    | член Партії регіонів                              | тимчасово не працює                                                                                           |
| 11                          | Турчак Яна Миколаївна           | 02.11.2010            | вища    | член Партії регіонів                              | Вільшанськалікарня, лікар                                                                                     |
| 12                          | Зуб Таліна Олексіївна           | 02.11.2010            | вища    | позапартійна                                      | Вільшанська загальноосвітня школа, вчитель                                                                    |
| 13                          | Прасолов Валерій Іванович       | 02.11.2010            | вища    | позапартійний                                     | ООО"Експрес", водій                                                                                           |
| 14                          | Крамаренко Микола Іванович      | 02.11.2010            | вища    | член Партії регіонів                              | Вільшанська загальноосвітня школа, вчитель                                                                    |
| 15                          | Галагуря Віталій Миколайович    | 02.11.2010            | вища    | член Партії регіонів                              | тимчасово не працює                                                                                           |
| 16                          | Гладкий Михайло Михайлович      | 02.11.2010            | середня | позапартійний                                     | пенсіонер |
| 18                          | Ярошенко Віктор Миколайович     | 02.11.2010            | середня | позапартійний                                     | ФОП"Ярошенко В. М.", приватнийпідприємець                                                                     |
| 19                          | Шелест Олександр Миколайович    | 02.11.2010            | середня | член Партії регіонів                              | пенсіонер |
| 20                          | Ковалець Віра Миколаївна        | 02.11.2010            | вища    | член Партії регіонів                              | пенсіонер |
| 22                          | Бондаренко Василь Володимирович | 02.11.2010            | вища    | член Партії регіонів                              | тимчасово не працює                                                                                           |
| 25                          | Кушнір Сергій Дмитрович         | 02.11.2010            | вища    | позапартійний                                     | ОАО «Берізка-Сервіс», радіомеханік                                                                            |
| 28                          | Коноз Іван Васильович           | 02.11.2010            | вища    | член Партії регіонів                              | тимчасово не працює                                                                                           |
| 29                          | Пономаренко Андрій Васильович   | 02.11.2010            | вища    | позапартійний                                     | ПП «Маяк-ООК», головнийенергетик                                                                              |
| 30                          | Скринник Любов Іванівна         | 02.11.2010            | вища    | член Партії регіонів                              | Дергачівський терцентр, соціальний працівник                                                                  |
| Самовисування               |                                 |                       |         |                                                   | |
| 23                          | Сергієнко Григорій Олексійович  | 02.11.2010            | середня | член Зеленої екологічної партії України «Райдуга» | Вільшанська лікарня, сторож                                                                                   |
| 24                          | Андрійко Микола Петрович        | 02.11.2010            | середня | позапартійний                                     | пенсіонер |
| 26                          | Сметанюк Михайло Мирославович   | 02.11.2010            | вища    | позапартійний                                     | Вільшанська лікарня, лікар                                                                                    |
| 27                          | Сметанюк Галина Євгеніївна      | 02.11.2010            | вища    | член Всеукраїнського об'єднання «Батьківщина»     | Вільшанська лікарня Вільшанська лікарня, лікар                                                                |